# Reakcje w Polsce na katastrofę polskiego Tu-154 w Smoleńsku

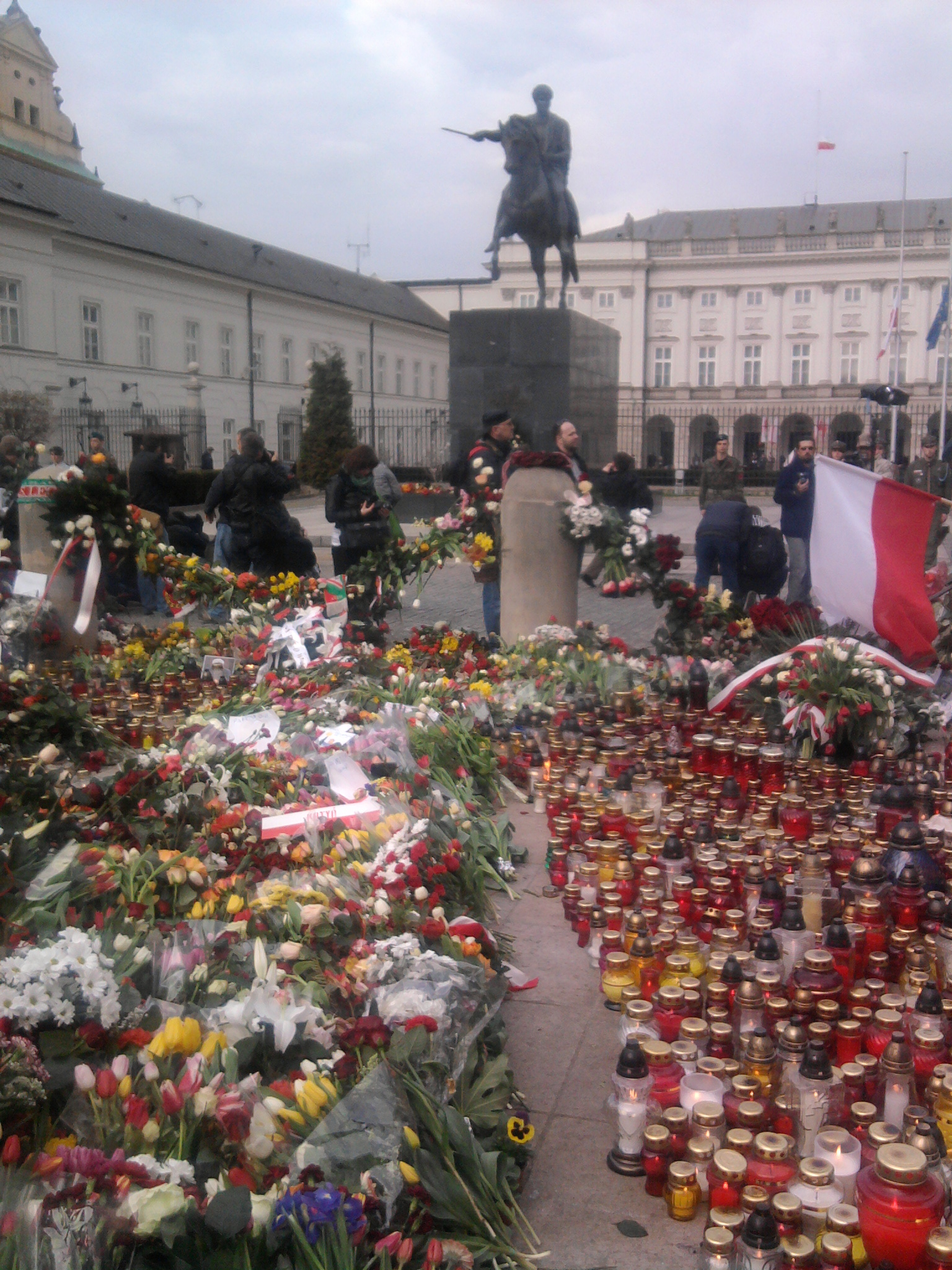
Znicze i kwiaty przed Pałacem Prezydenckim w Warszawie (10 kwietnia 2010)

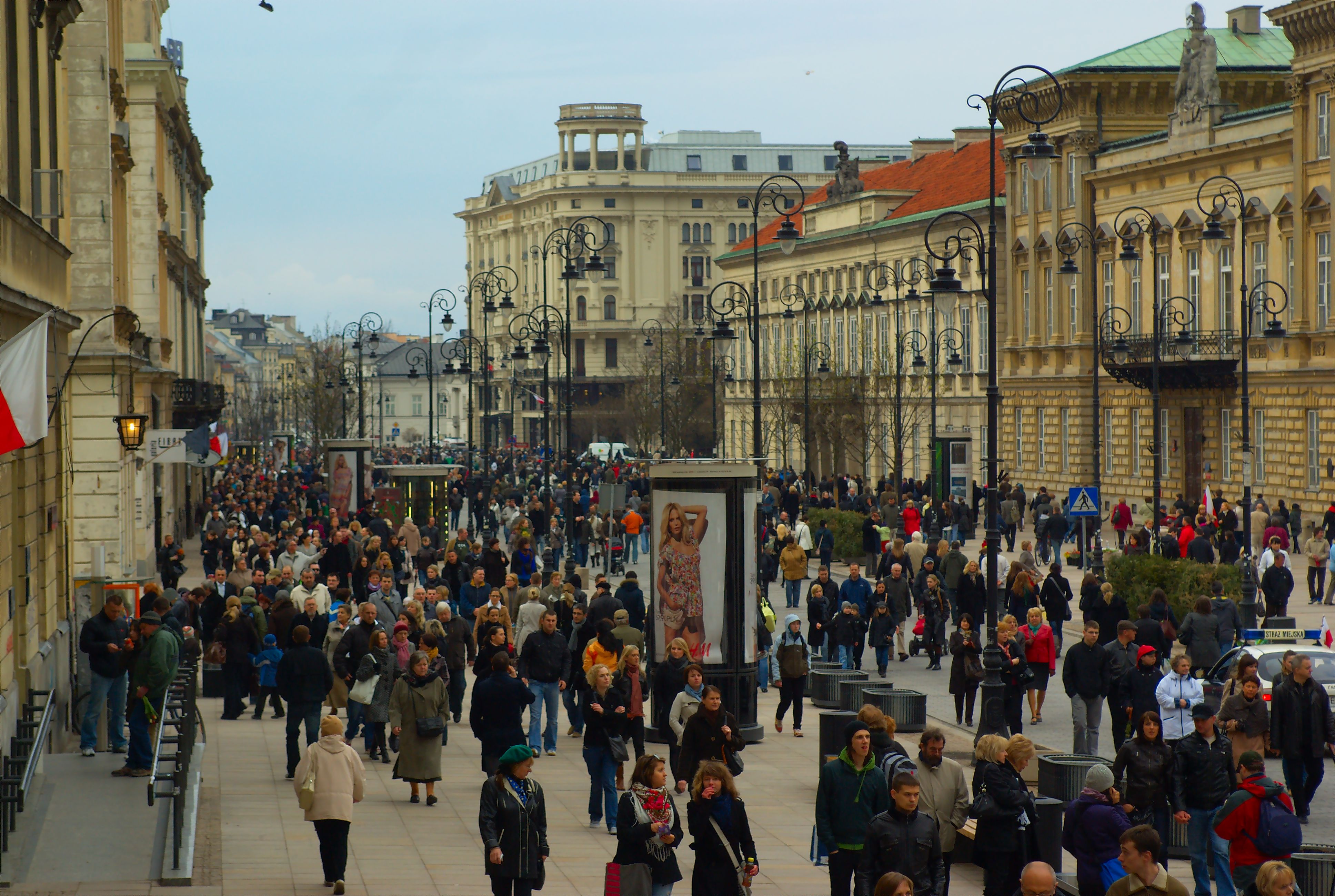
Krakowskie Przedmieście w Warszawie (10 kwietnia 2010)

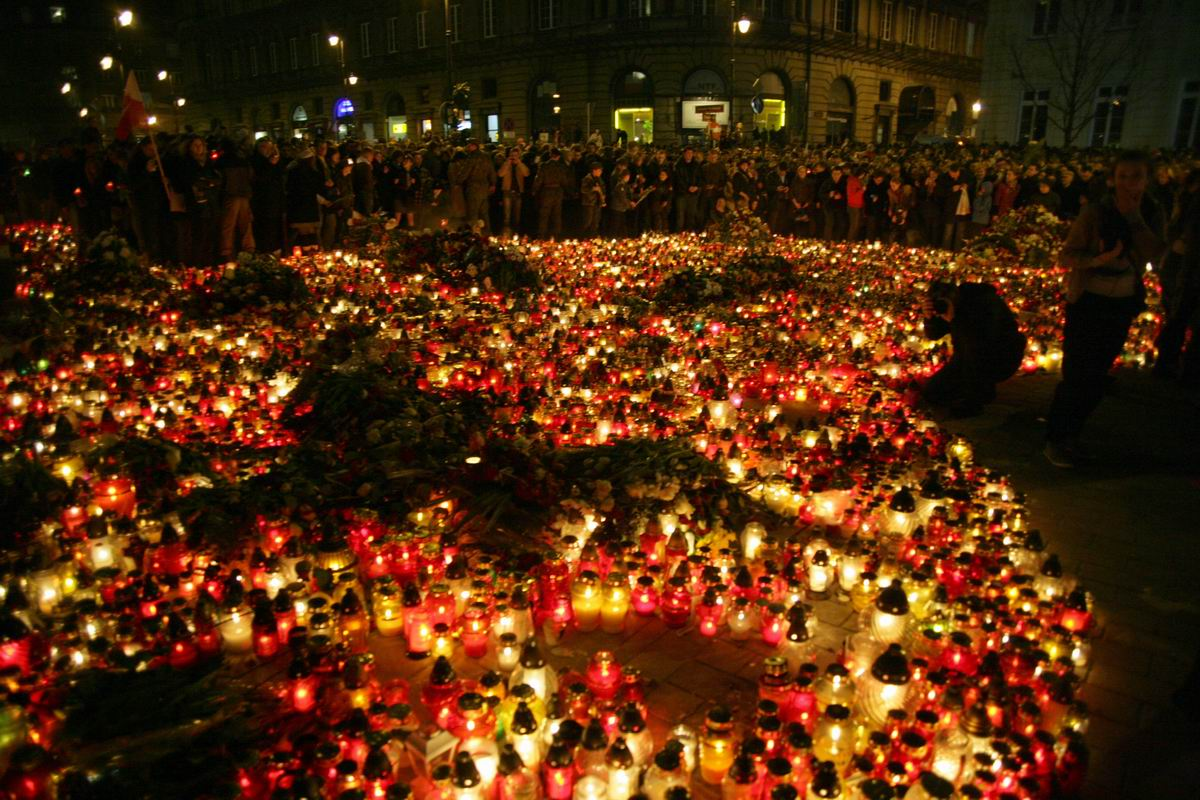
Znicze przed Pałacem Prezydenckim w Warszawie (noc 10 kwietnia 2010)

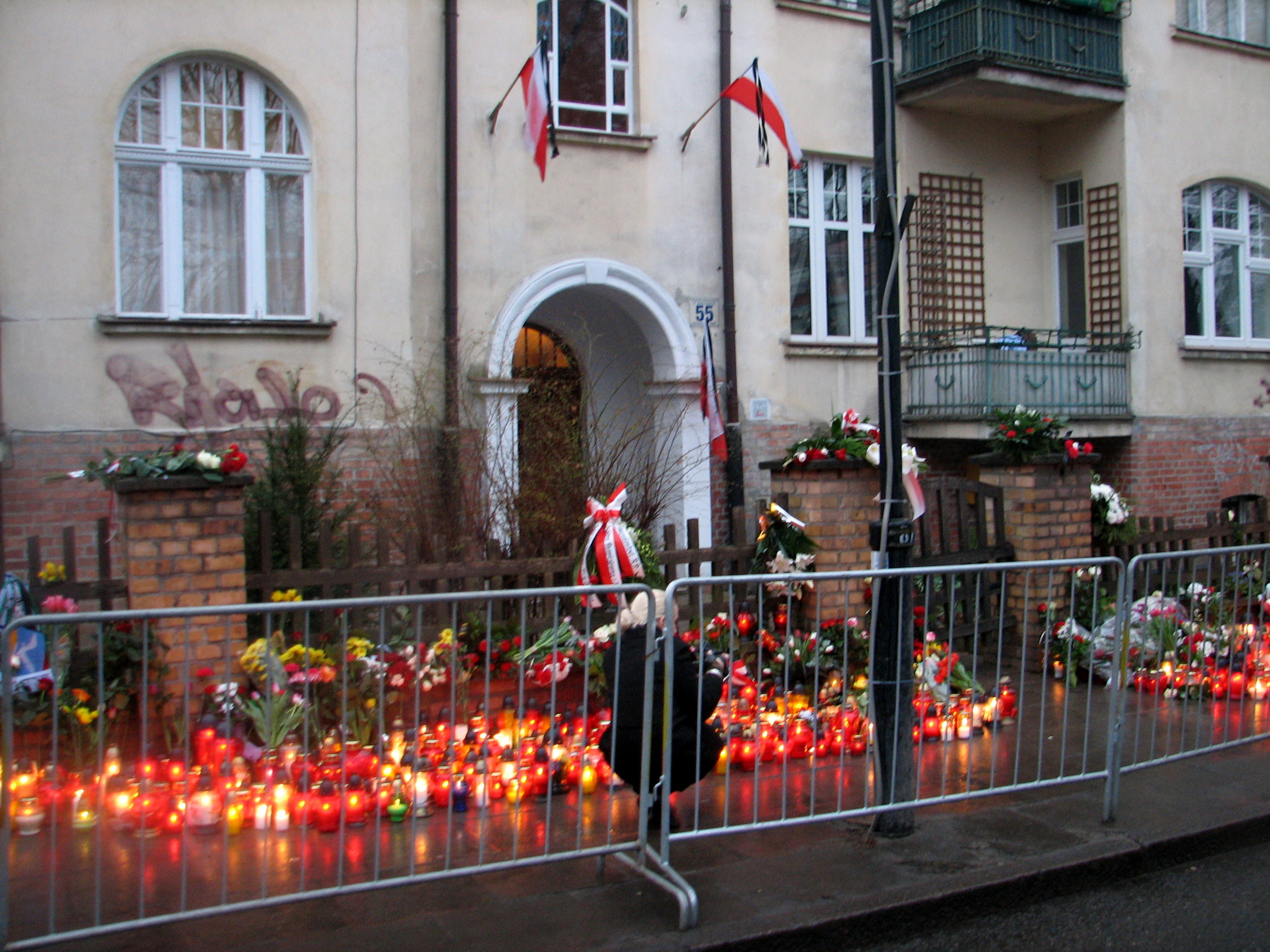
Znicze i kwiaty przed dawnym domem Lecha Kaczyńskiego i jego rodziny w Sopocie (10 kwietnia 2010)

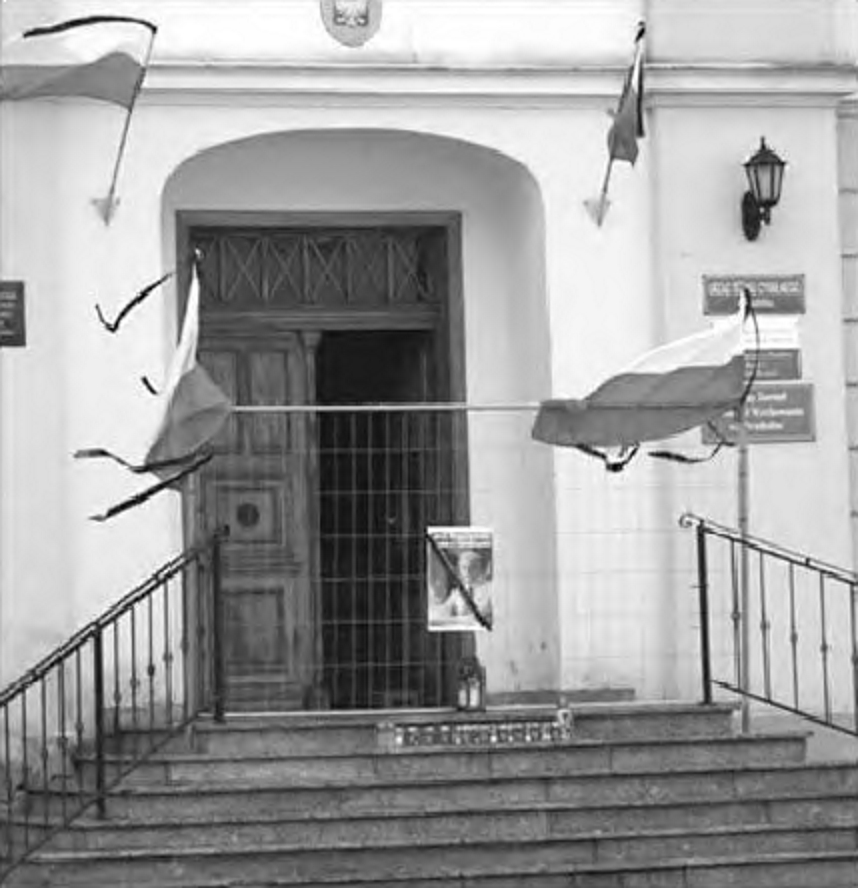
Flagi z kirami, zdjęcie Lecha Kaczyńskiego i znicze przed wejściem do ratusza w Prudniku (10 kwietnia 2010)

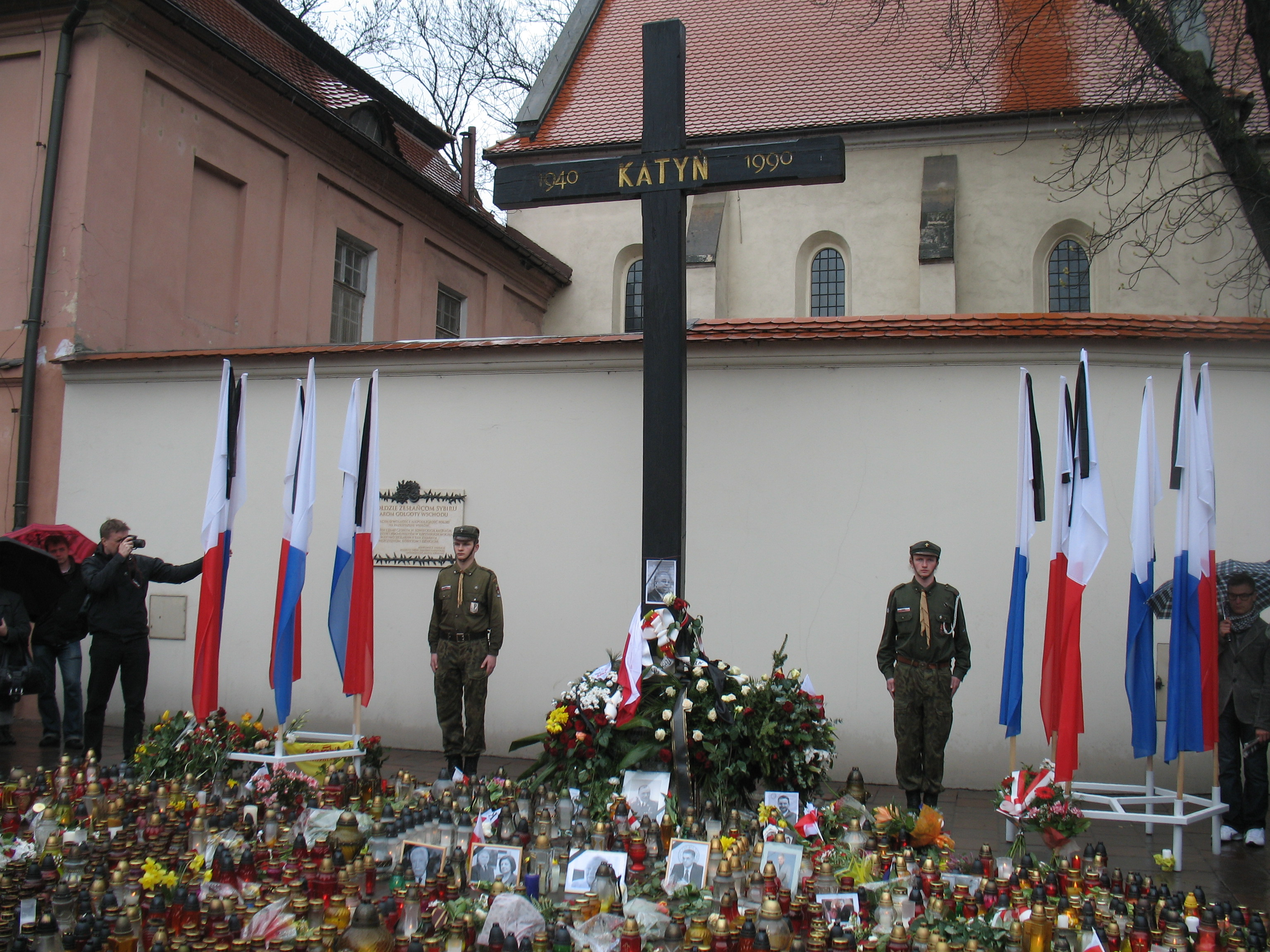
Krzyż Katyński w Krakowie (11 kwietnia 2010)

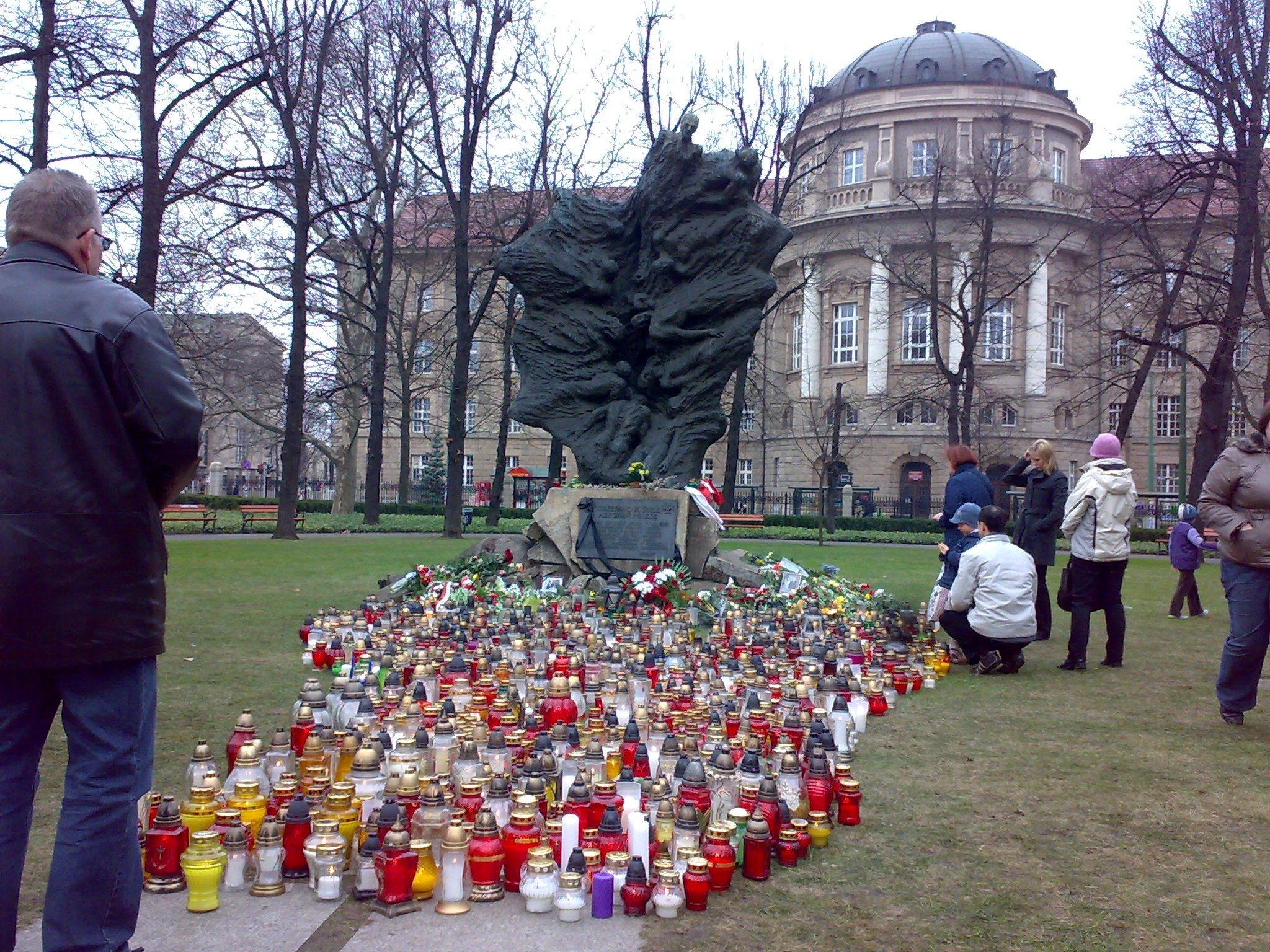
Pomnik Katyński w Poznaniu (kwiecień 2010)

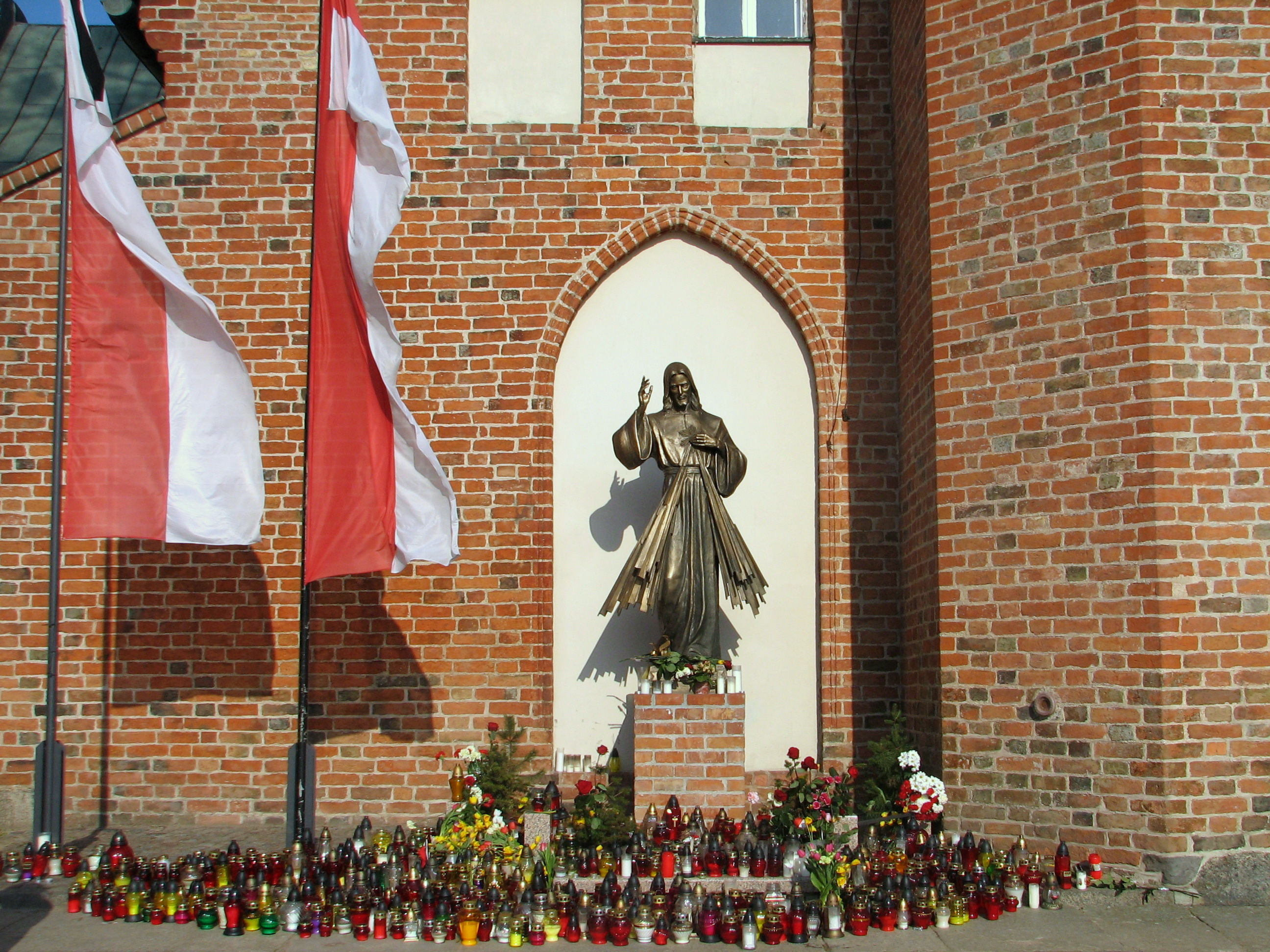
Znicze i kwiaty przed bazyliką archikatedralną w Gdańsku-Oliwie (11 kwietnia 2010)

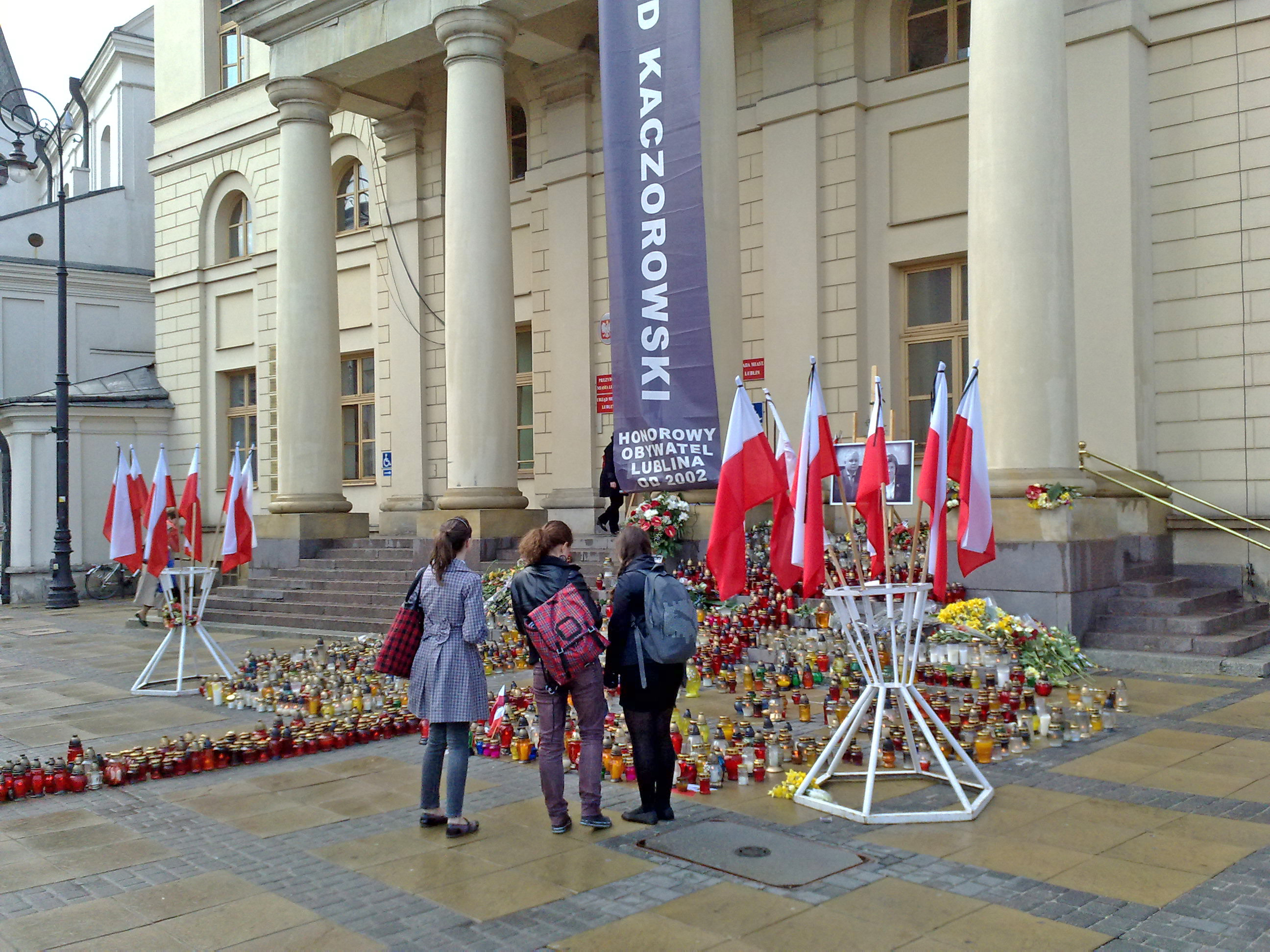
Lublin. Kwiaty i znicze pod portretami Lecha Kaczyńskiego i Marii Kaczyńskiej oraz banerem upamiętniającym Ryszarda Kaczorowskiego – honorowego obywatela miasta (12 kwietnia 2010)

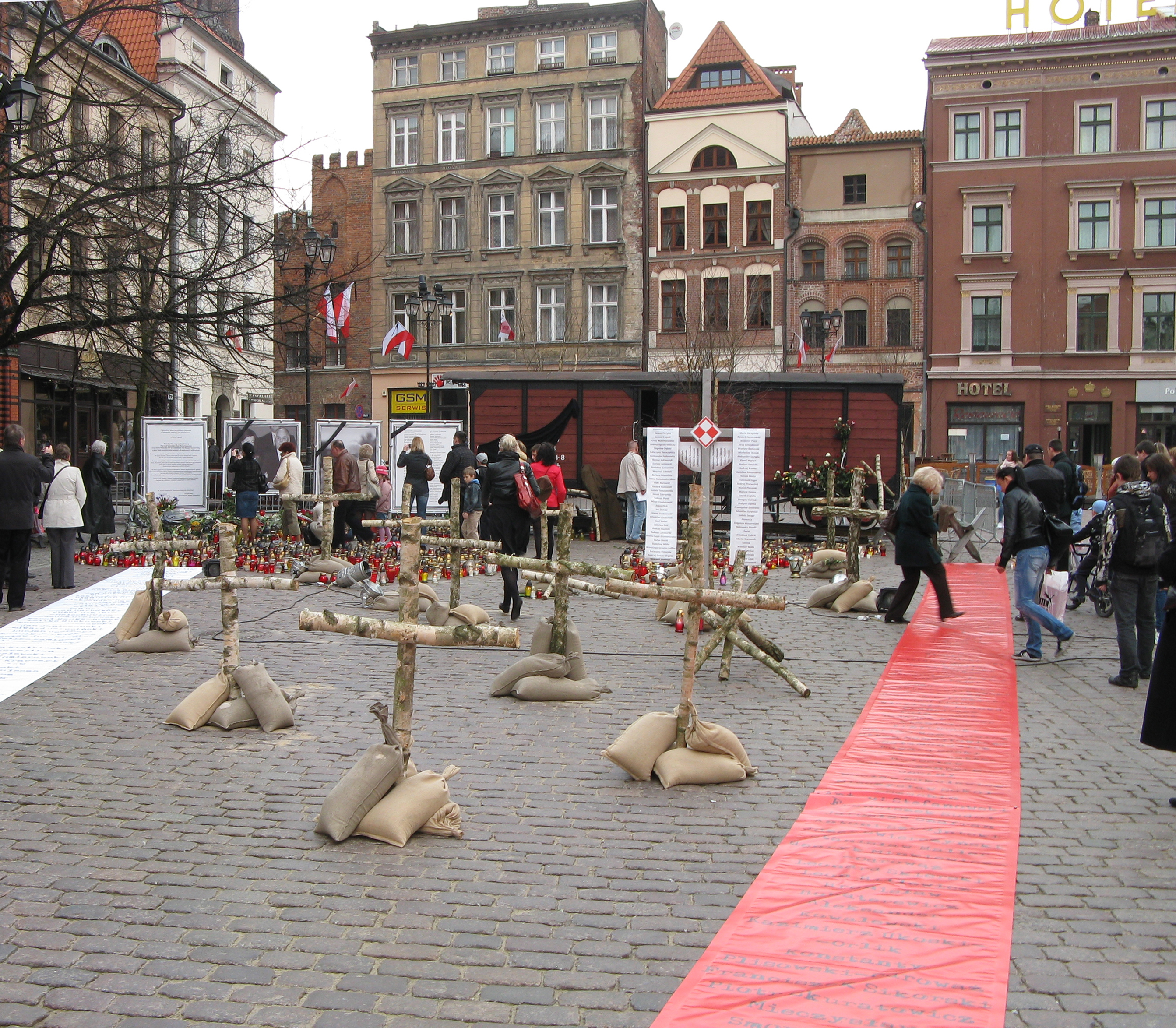
Wystawa na Rynku Staromiejskim w Toruniu w czasie żałoby narodowej (13 kwietnia 2010)

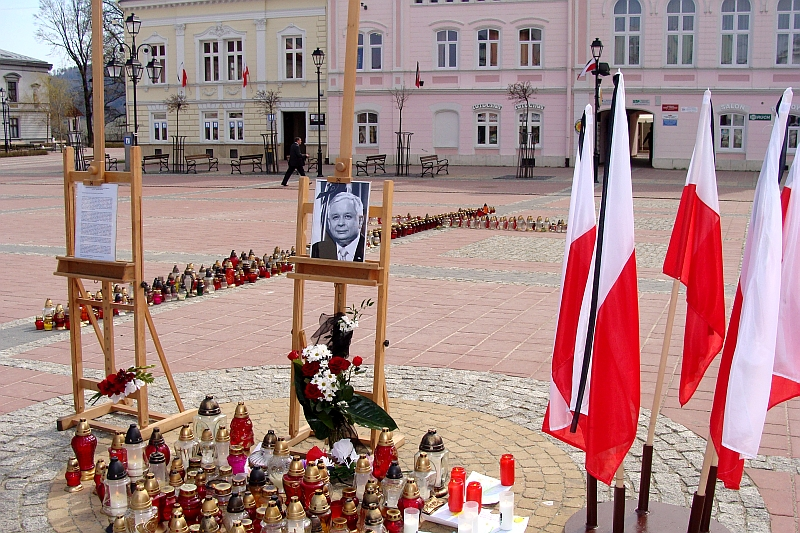
Rynek w Sanoku (13 kwietnia 2010)

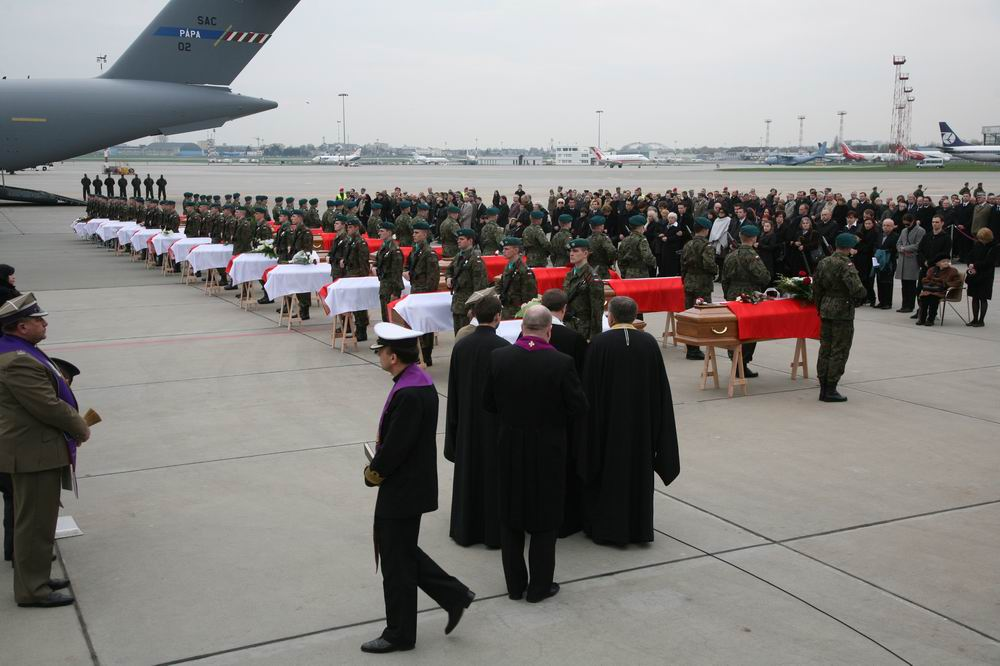
Trumny z ciałami ofiar na lotnisku Okęcie w Warszawie (14 kwietnia 2010)

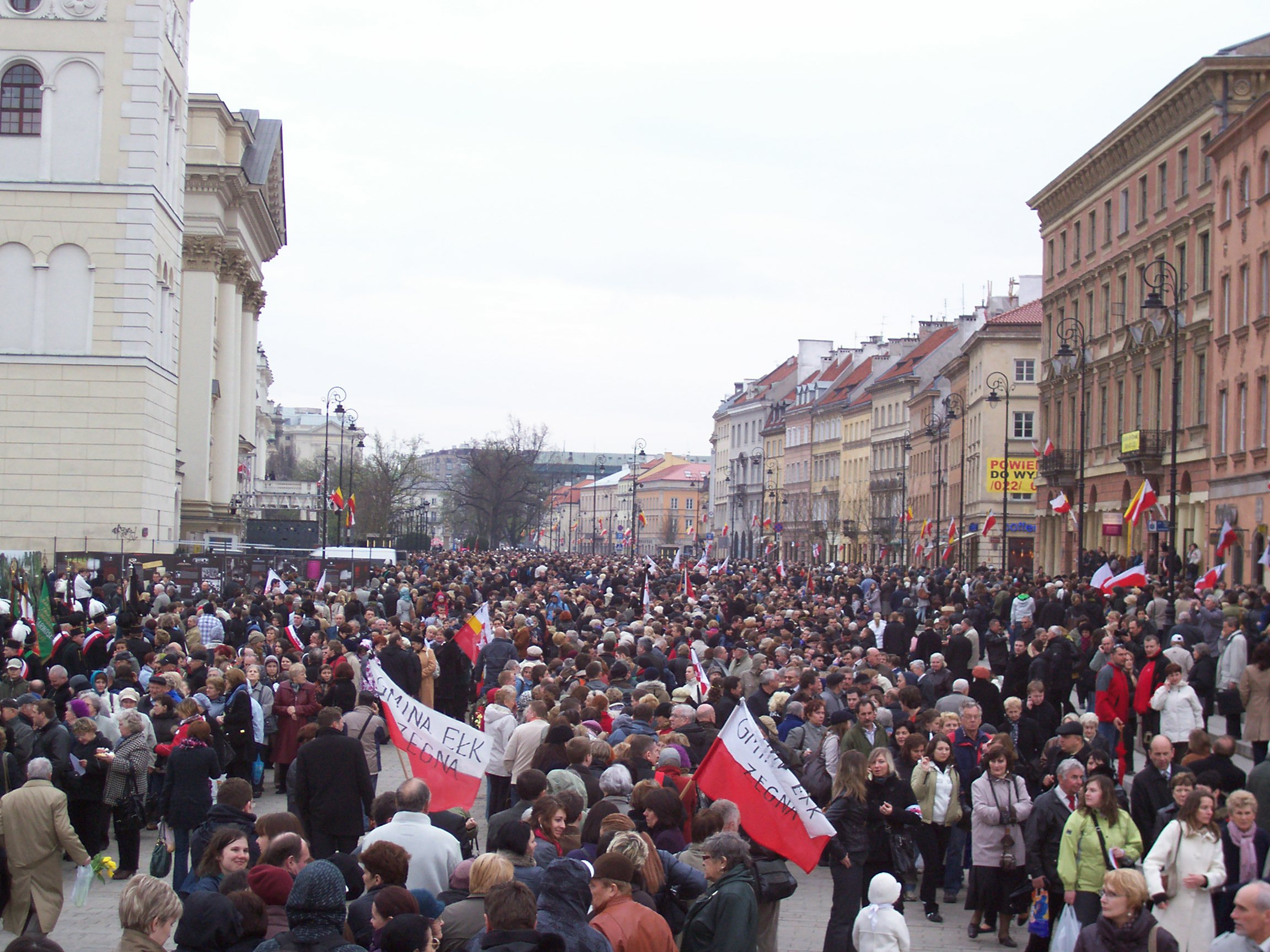
Krakowskie Przedmieście w Warszawie, ludzie oczekujący na wejście do Pałacu Prezydenckiego (14 kwietnia 2010, godz. 16:40)

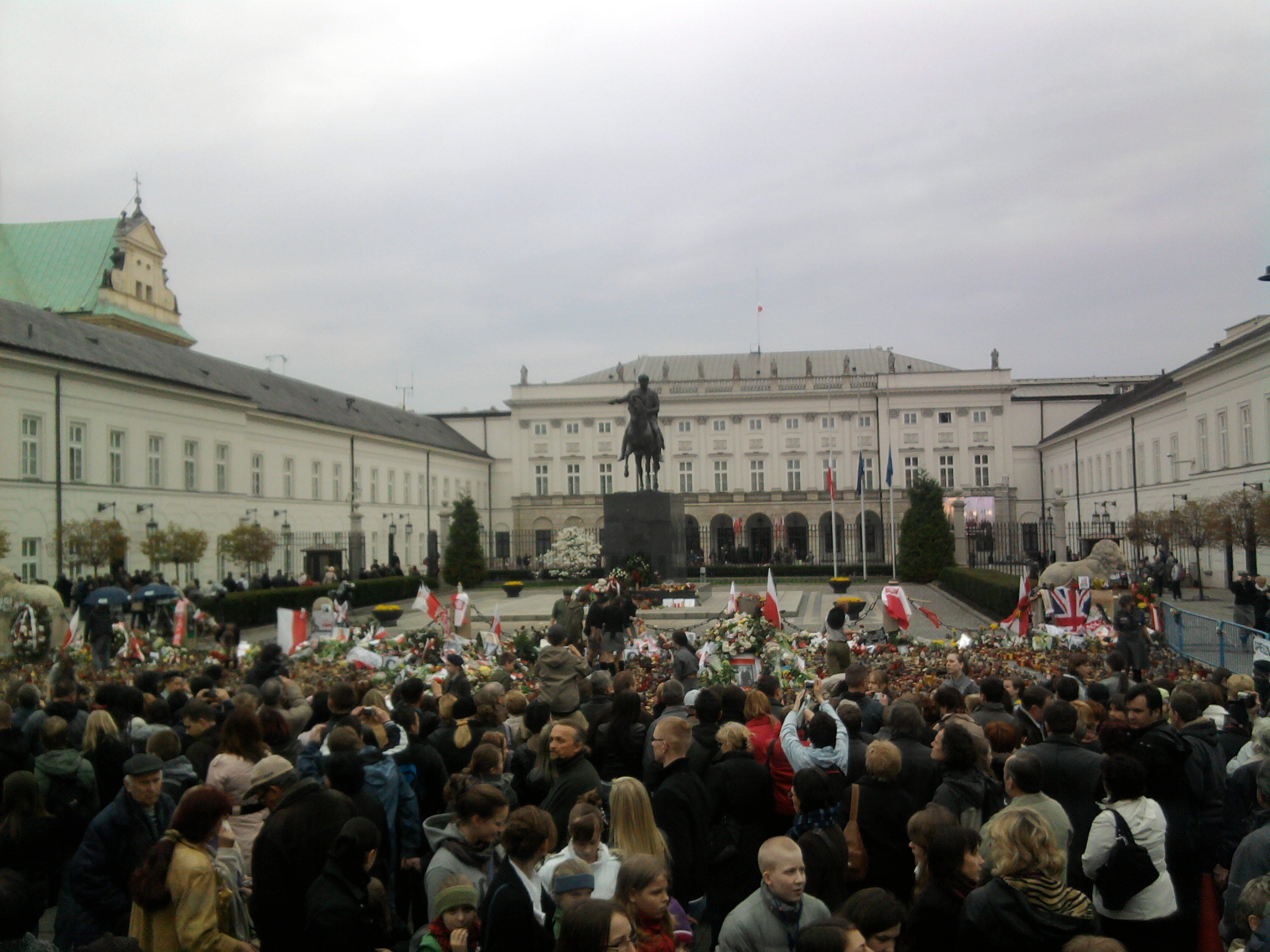
Krakowskie Przedmieście w Warszawie, tłumy przed Pałacem Prezydenckim (14 kwietnia 2010)

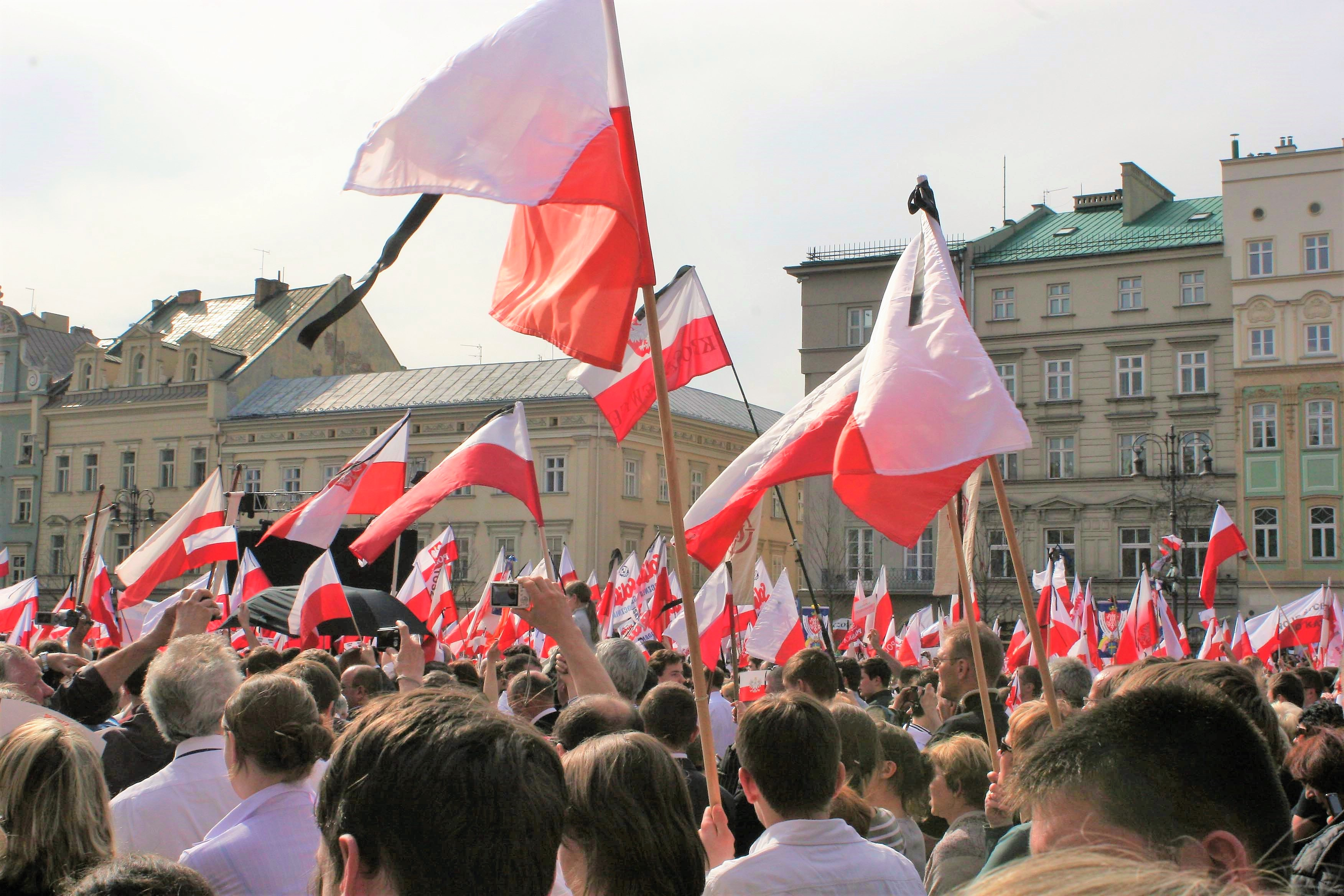
Pogrzeb Lecha i Marii Kaczyńskich w Krakowie (18 kwietnia 2010)

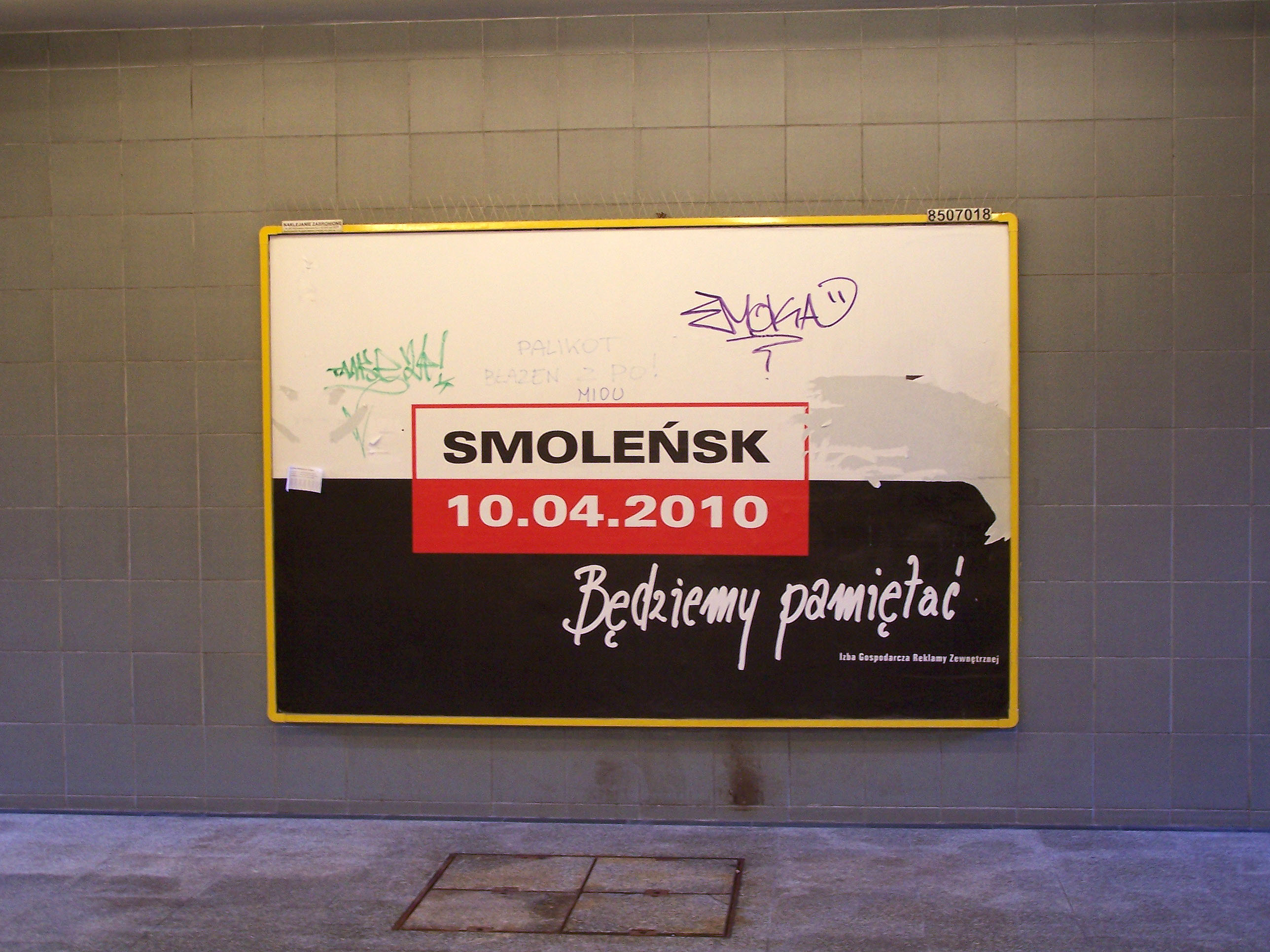
Billboard na stacji Wierzbno w warszawskim metrze (10 lipca 2010)

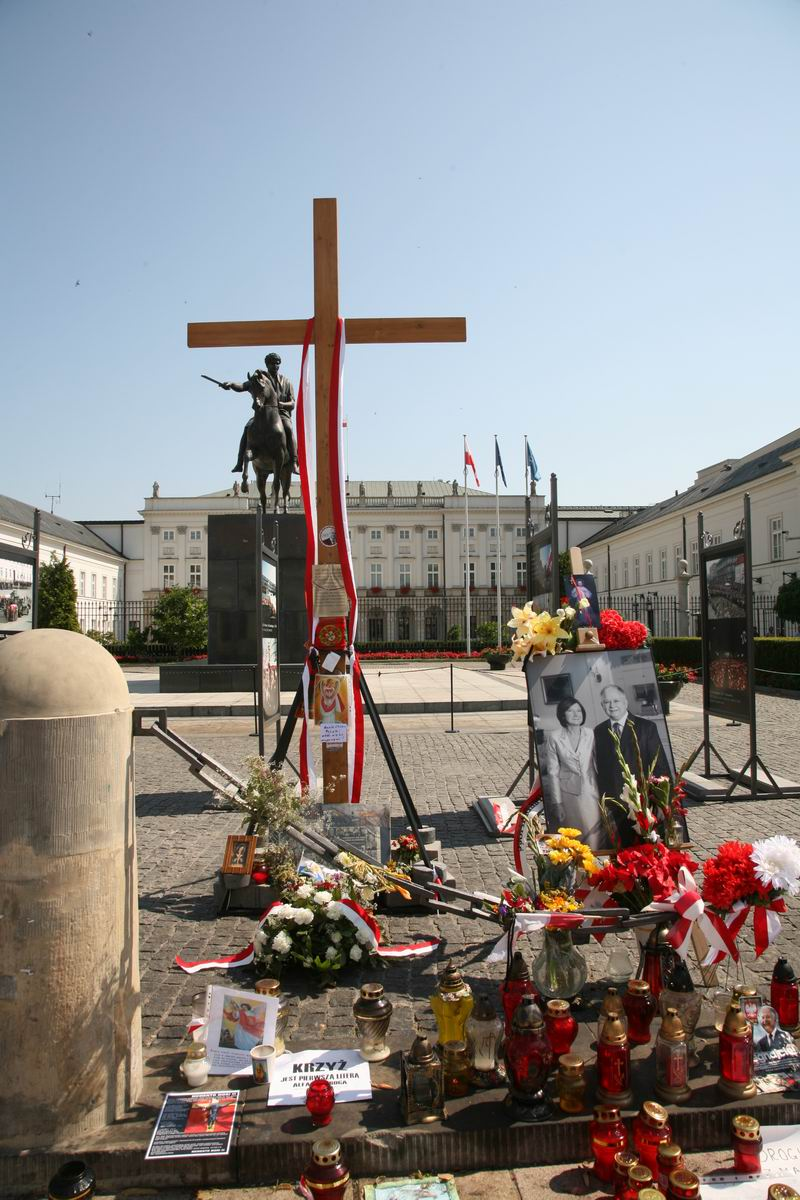
Krzyż upamiętniający ofiary katastrofy, który stał przez Pałacem Prezydenckim w Warszawie w dniach 15 kwietnia 2010 – 16 września 2010, ustawiony przez harcerzy skupionych w ruchu „Polsce i bliźnim” (12 sierpnia 2010)

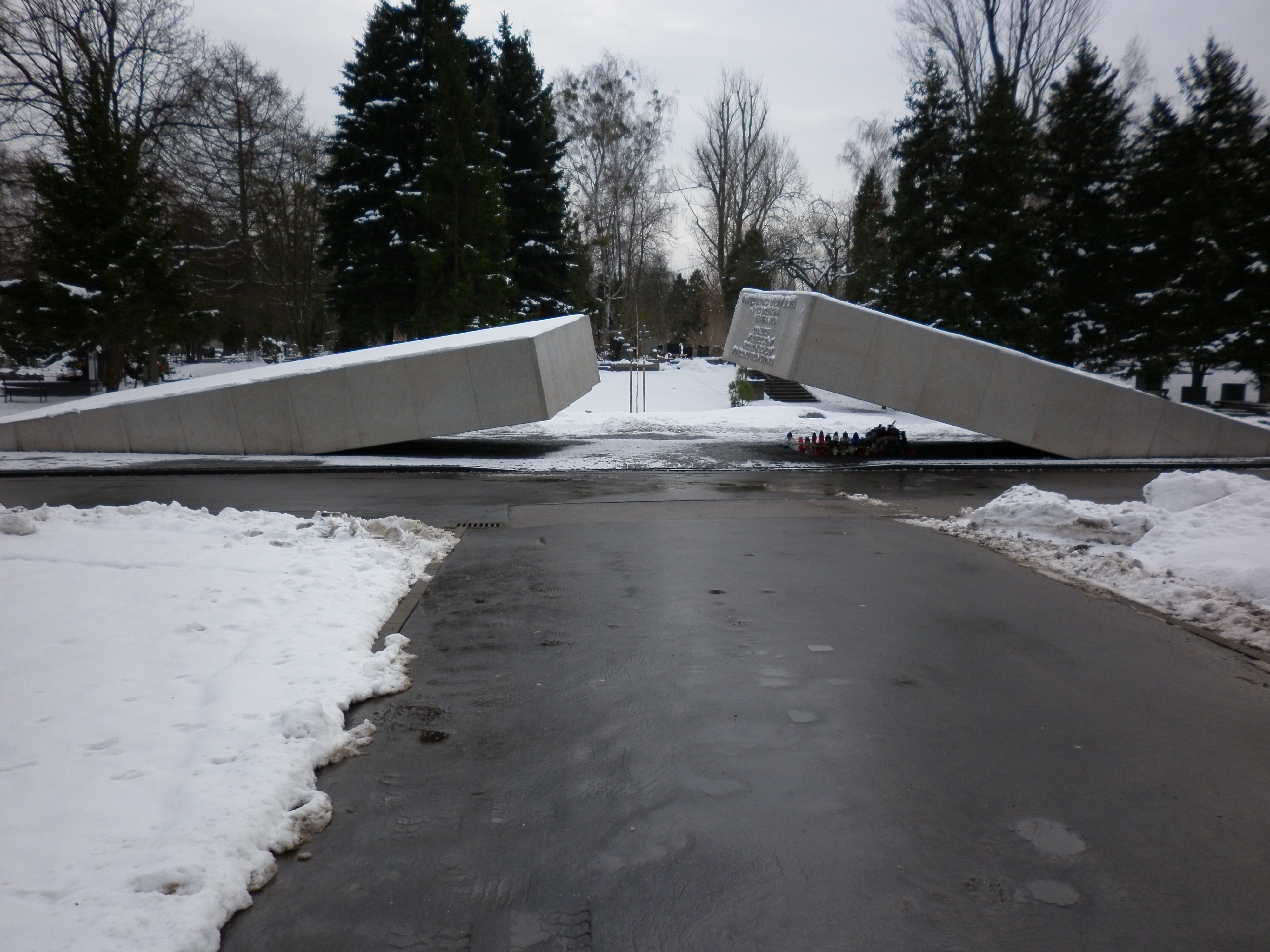
Pomnik ofiar katastrofy smoleńskiej na Cmentarzu Wojskowym na Powązkach w Warszawie, odsłonięty 10 listopada 2010

Niniejszy artykuł opisuje reakcje w Polsce na katastrofę polskiego Tu-154 w Smoleńsku. Reakcje w Rosji omówiono w artykule reakcje w Rosji na katastrofę polskiego Tu-154 w Smoleńsku, a w pozostałych krajach w artykule międzynarodowe reakcje na katastrofę polskiego Tu-154 w Smoleńsku.

## 10 kwietnia 2010
Według opublikowanych w marcu 2012 stenogramów Centrum Operacyjnego MSZ informacja o katastrofie została przekazana ministrowi Sikorskiemu o godzinie 8:48. Bezpośrednio po katastrofie smoleńskiej, ambasador Jakub Wołąsiewicz opracował notatkę, złożoną kilka godzin po katastrofie  na ręce ministra spraw zagranicznych - na temat prawnych możliwości prowadzenia śledztwa. 
Wkrótce po ukazaniu się pierwszych informacji w mediach tłumy ludzi zgromadziły się przed Pałacem Prezydenckim w Warszawie, by złożyć hołd ofiarom. Składano kwiaty i wieńce, palono znicze, opuszczono do połowy masztu flagę przed Pałacem Prezydenckim, odmawiano modlitwy. Marszałek Sejmu Bronisław Komorowski, który po śmierci urzędującego Prezydenta Rzeczypospolitej Lecha Kaczyńskiego zaczął wykonywać obowiązki głowy państwa, zarządził tygodniową żałobę narodową, później przedłużoną do 9 dni; trwała ona w dniach 10–18 kwietnia. W organizacjach harcerskich – Związku Harcerstwa Polskiego, Związku Harcerstwa Rzeczypospolitej i Stowarzyszeniu Harcerstwa Katolickiego „Zawisza” – zarządzono 30-dniową żałobę. W Kancelarii Prezydenta RP żałoba trwała do wyborów prezydenckich i w tym czasie flaga nad Pałacem Prezydenckim była opuszczona do połowy masztu.
W Krakowie o godz. 12:00 na znak żałoby rozbrzmiał dzwon Zygmunt. W całym kraju odprawiono msze żałobne w intencji ofiar. Po południu Rada Ministrów odbyła specjalne posiedzenie, na którym przyjęła uchwałę „w sprawie uczczenia pamięci ofiar tragicznego wypadku lotniczego pod Smoleńskiem”. W uchwale tej zarządzono wprowadzenie dwóch minut ciszy w dniu następnym o godz. 12:00 oraz w dniu ceremonii pogrzebowej Prezydenta Rzeczypospolitej w momencie jej rozpoczęcia. Uchwałą z dnia 16 kwietnia zmieniono powyższą uchwałę, zarządzając dwie minuty ciszy także 17 kwietnia o godz. 12:00. W całym kraju na czas żałoby narodowej odwoływane były spektakle teatralne, seanse filmowe, koncerty a dyskoteki były zamknięte. Właściciele sieci supermarketów zdecydowali o zamknięciu swoich placówek w dniu 11 kwietnia 2010 roku. Z powodu tragedii odwołano w kraju wszystkie rozgrywki ligowe Ekstraklasy, PlusLigi, Piłki ręcznej czy Koszykówki. W Olsztynie odbył się marsz milczenia zorganizowany przez kibiców piłkarskich; w Krakowie studenci przemaszerowali spod Collegium Novum pod Krzyż Katyński przy kościele św. Idziego, gdzie złożono wieńce i zapalono znicze. W centrum Łodzi zebrało się kilka tysięcy mieszkańców miasta, którzy przeszli w milczeniu pod katedrę, gdzie abp metropolita łódzki Władysław Ziółek odprawił mszę w intencji ofiar katastrofy.
Prezydium Konferencji Episkopatu Polski wydało oświadczenie, w którym stwierdziło m.in., że „Kościół katolicki w Polsce jednoczy się w tym trudnym momencie z Rodakami w Kraju i na obczyźnie w trosce o Ojczyznę”. Prymas Polski abp Henryk Muszyński, metropolita gnieźnieński, stwierdził, że „katastrofa w Smoleńsku to dopełnienie strasznych ofiar wojny, ale jednocześnie wezwanie do budowania dobra wspólnego narodu”.
Były prezydent Aleksander Kwaśniewski nazwał katastrofę „Katyniem nr 2”, zestawiając ją ze zbrodnią katyńską. Inny były prezydent, Lech Wałęsa, powiedział, że podobnie jak w Katyniu, tym razem również zginął kwiat intelektualny Polski. Wojciech Jaruzelski napisał do Jarosława Kaczyńskiego list kondolencyjny, w którym stwierdził m.in., że jest to „gorzka lekcja realizmu dla wszystkich polityków”. Według premiera Donalda Tuska świat współczesny nie widział dotąd takiego dramatu. Jarosław Kaczyński i premier Donald Tusk wylecieli samolotami z Warszawy do Witebska (pierwszy ok. godz. 16:28 czasu polskiego, drugi ok. godz. 19:23 czasu polskiego), po czym udali się na miejsce katastrofy; Donald Tusk przybył tam ok. 21:35 czasu polskiego, a Jarosław Kaczyński ok. 21:57 czasu polskiego.
Na znak żałoby narodowej na wszystkich okrętach i pływających jednostkach pomocniczych Marynarki Wojennej bandery spowite czarnym kirem opuszczono do połowy. Wiele uroczystości wojskowych związanych z obchodami 70. rocznicy zbrodni katyńskiej, jakie odbywały się w następnych dniach, wiązało się z upamiętnieniem ofiar katastrofy; tak było m.in. w Poznaniu, Lesznie, Słupsku, Elblągu, Grójcu, Nowej Soli, Wrocławiu, Sulechowie, Chełmnie, Świętoszowie, Koszalinie, Kołobrzegu i Brzegu.
Uchwałami rad miejskich imionami ofiar katastrofy nazwano ulice, ronda, skwery i parki; powstały w związku z tym: ulica Lecha Kaczyńskiego w Kielcach, rondo Lecha Kaczyńskiego w Sieradzu, rondo Macieja Płażyńskiego w Sopocie, rondo Ofiar Katastrofy Smoleńskiej w Szczecinie, stadion im. Sebastiana Karpiniuka w Kołobrzegu, rondo im. Sebastiana Karpiniuka w Koszalinie, park adm. Andrzeja Karwety na Oksywiu w Gdyni, skwer Lecha Kaczyńskiego w Ostrołęce, park Lecha i Marii Kaczyńskich w Sopocie, skwer Arkadiusza Rybickiego w Sopocie, skwer Lecha Kaczyńskiego w Świdnicy oraz rondo abp. Mirona Chodakowskiego w Hajnówce i ulica abp. Mirona Chodakowskiego w Supraślu. Powstały pomniki i tablice pamiątkowe poświęcone ofiarom katastrofy (np. w Malborku i Częstochowie); w niektórych miejscowościach z inicjatywy lokalnych społeczności lub instytucji państwowych posadzono dęby pamięci poświęcone ofiarom (np. 96 dębów pamięci w Dąbrowie Górniczej i 96 dębów pamięci na Cmentarzu Poległych w Bitwie Warszawskiej w Ossowie).

## 11 kwietnia 2010
Marsze za zmarłych w katastrofie odbyły się m.in. w Białymstoku, Chojnicach, Mońkach i Lublinie. W Warszawie uczestnicy III Katyńskiego Marszu Cieni uczcili ofiary katastrofy. O godz. 12:00 w bazylice Mariackiej w Gdańsku odprawiona została msza święta przez abp. Sławoja Leszka Głódzia i abp. Tadeusza Gocłowskiego. Po nabożeństwie, w którym uczestniczył m.in. Lech Wałęsa, tysiące gdańszczan udały się w milczeniu na plac Solidarności, pod pomnik Poległych Stoczniowców 1970, gdzie zapalono znicze i złożono wieńce oraz kwiaty. Wiele osób, które zginęły w katastrofie, pochodziło z Trójmiasta lub miało z nim związki: Lech Kaczyński, Maria Kaczyńska, Maciej Płażyński, Arkadiusz Rybicki, Anna Walentynowicz, Izabela Jaruga-Nowacka, Przemysław Gosiewski, Sebastian Karpiniuk, Andrzej Karweta, Leszek Solski.
Zgodnie z morską tradycją na pokładzie okrętu-muzeum ORP „Błyskawica” w Gdyni odbyła się uroczysta ceremonia podniesienia bandery wojennej do połowy masztu.

## 12 kwietnia 2010
O godz. 19:30 w Warszawie wyruszył spod gmachu Sejmu, przy Pomniku Żołnierzy AK, „Akademicki Marsz Pamięci” z udziałem blisko 5 tys. osób, zorganizowany przez studentów Uniwersytetu Warszawskiego z inicjatywy Niezależnego Zrzeszenia Studentów. Studenci przeszli Traktem Królewskim na Stare Miasto, gdzie o godz. 21:00 w kościele św. Anny odbyła się msza św. w intencji zmarłych. W Gnieźnie zorganizowano marsz pamięci pod Tablicę Katyńską przy kościele św. Trójcy, gdzie modlitwę w intencji ofiar odmówił prymas Polski abp Henryk Muszyński. W Katowicach odbył się marsz milczenia; w Lublinie marsz kibiców piłkarskich, którzy złożyli hołd ofiarom katastrofy; marsze żałobne młodzieży szkolnej odbyły się w Tarnowie i Zielonej Górze. W Ostrowcu Świętokrzyskim, po mszy w intencji ofiar katastrofy, mieszkańcy przeszli ulicami miasta, po czym złożyli wieńce i zapalili znicze pod Pomnikiem Katyńskim. Uczestnicy corocznego Marszu Żywych z Auschwitz do Birkenau uczcili ofiary katastrofy minutą ciszy.

## 13 kwietnia 2010
W Szczecinie odbyły się dwa odrębne marsze w hołdzie ofiarom katastrofy: Marsz Pamięci i Marsz Ciszy, który poprzedziła msza w bazylice archikatedralnej św. Jakuba w Szczecinie. W Krakowie odbył się Katyński Marsz Pamięci. W Toruniu zorganizowano koncert i marsz pamięci dla uczczenia ofiar zbrodni katyńskich oraz katastrofy w Smoleńsku. We Włocławku odbył się marsz pamięci ofiar Katynia i Smoleńska. W Bydgoszczy i Wrocławiu odbyły się Marsze Katyńskie, upamiętniające ofiary zbrodni stalinowskich w Katyniu i katastrofy lotniczej pod Smoleńskiem. Ulicami Gdyni przeszedł Marsz Milczenia, upamiętniający 70. rocznicę masakry w Katyniu oraz ofiary katastrofy pod Smoleńskiem. W Nowym Targu odbył się marsz żałobny młodzieży szkolnej, a w Białymstoku Studencki Marsz Pamięci. Marsze Pamięci zorganizowano również w Pasłęku, Prostkach, Bogatyni, Jaworznie, Tarnowie, Andrychowie, Oświęcimiu, Radomiu, Płońsku, Pyrzycach, Częstochowie, Katowicach (dwa odrębne marsze) i Łodzi.
Sejm i Senat na specjalnym wspólnym posiedzeniu (nie było to jednak posiedzenie Zgromadzenia Narodowego, gdyż może się ono zebrać tylko w ściśle określonych przypadkach) oddały hołd ofiarom katastrofy lotniczej w Smoleńsku, w której zginęło 15 posłów i 3 senatorów z wszystkich partii politycznych. Posłowie i senatorowie przyjęli specjalne oświadczenie „w sprawie uczczenia pamięci Prezydenta Rzeczypospolitej Polskiej Lecha Kaczyńskiego i członków Jego delegacji”, nazywając katastrofę największą tragedią w powojennej historii Polski. Rada Ministrów zdecydowała o przyznaniu rodzinom ofiar wsparcia finansowego. Rząd przeznaczył też 20 milionów złotych z budżetu państwa na pokrycie kosztów uroczystości pogrzebowych oraz pochówków.
W bazylice archikatedralnej św. Jana na warszawskiej Starówce odprawiono mszę żałobną w intencji ofiar katastrofy, koncelebrowaną przez kardynała Józefa Glempa, który w czasie homilii powiedział, że tragedia pod Smoleńskiem wstrząsnęła Polakami; nazwał ją „drugą odsłoną katyńskiego dramatu”.

## 14 kwietnia 2010
Marsze w hołdzie ofiarom katastrofy odbyły się w Międzyrzeczu, Wysokiem Mazowieckiem, Czyżewie, Krośnie, Tomaszowie Lubelskim, Krakowie i Wrocławiu. W Warszawie odbył się bieg ku pamięci Aleksandra Fedorowicza, prezydenckiego tłumacza, entuzjasty biegania, i pozostałych ofiar katastrofy.

## 15 kwietnia 2010
Marsze żałobne w intencji ofiar katastrofy przeszły ulicami Rzeszowa, Częstochowy, Kołobrzegu, Elbląga, Kielc, Płocka, Oławy, Hajnówki, Kętrzyna, Bielska-Białej i Lublina. W Przemyślu odbył się marsz pamięci ku czci Janusza Kurtyki. Na stopnie generalskie zostali mianowani pośmiertnie oficerowie Wojska Polskiego zginęli w katastrofie. Około 15–16 kwietnia na wyższe stopnie zostali mianowani pośmiertnie funkcjonariusze Biura Ochrony Rządu.
Harcerze skupieni w ruchu „Polsce i bliźnim”, grupującym członków ZHP, ZHR i SHK „Zawisza”, ustawili przed Pałacem Prezydenckim w Warszawie drewniany krzyż poświęcony ofiarom katastrofy; na krzyżu umieszczono tabliczkę z napisem: „Ten krzyż to apel harcerzy i harcerek do władz i społeczeństwa o zbudowanie tutaj pomnika”.

## 16, 19 i 23 kwietnia 2010
Pełniący obowiązki prezydenta RP, Bronisław Komorowski, postanowieniem z 16 kwietnia 2010 za wybitne zasługi w służbie państwu i społeczeństwu uhonorował pośmiertnie odznaczeniami państwowymi Orderu Odrodzenia Polski 91 ofiar katastrofy.
16 kwietnia marsze w hołdzie ofiarom katastrofy odbyły się w Krakowie, Ostrołęce, Chełmie, Puławach, Kaliszu, Koninie, Dziwnowie, Chojnie, Więcborku, Gorlicach, Kolbuszowej, Grudziądzu, Jarosławiu i Kościerzynie. Mieszkańcy Poznania uczestniczący w wieczornej mszy w intencji ofiar katastrofy udali się pod Pomnik Ofiar Katynia i Sybiru, aby zapalić tam znicze. Wykonujący obowiązki Prezydenta RP marszałek Sejmu Bronisław Komorowski odznaczył pośmiertnie Orderem Odrodzenia Polski wszystkie ofiary z wyjątkiem osób wcześniej odznaczonych Orderem Orła Białego lub Krzyżem Wielkim Orderu Odrodzenia Polski.
W dniach 16–24 kwietnia w przeszło 25 miastach i miejscowościach Polski miały miejsce pogrzeby ofiar katastrofy; uroczystościom towarzyszył ceremoniał wojskowy. Ogółem w pogrzebach uczestniczyło 18 orkiestr wojskowych, 65 kompanii honorowych, 30 samolotów, 29 śmigłowców, 190 autokarów, 74 mikrobusy wojskowe i 6 okrętów wojennych. Pogrzeby odbyły się m.in. w Warszawie, Krakowie, Białymstoku, Katowicach, Częstochowie, Gdańsku, Mielcu, Będzinie, Kołobrzegu, Wrocławiu, Supraślu, Spale, Poroninie, Górze Kalwarii, Radomiu, Lublinie, Częstochowie, Tyńcu, Jaśle, Łodzi, Gorzowie Wielkopolskim, Sierpcu i Kaliszu.

## 17 kwietnia 2010
O godzinie 12:00 na placu Piłsudskiego w Warszawie odbyły się uroczystości żałobne upamiętniające ofiary katastrofy. Po części państwowej, podczas której odczytano fragment Apokalipsy św. Jana i nazwiska wszystkich ofiar, o 13:00 odprawiono mszę świętą w intencji ofiar, koncelebrowaną przez Episkopat Polski. W uroczystościach wzięło udział około 100 tys. osób.
Marsze pamięci ku czci ofiar katastrofy przeszły ulicami Białegostoku, Opola, Świdnicy, Mogilna, Kartuz, Oleśnicy i Ścinawy.

## 18 kwietnia 2010
W Krakowie odbył się pogrzeb Lecha i Marii Kaczyńskich; w uroczystości wzięło udział ok. 150 tys. osób; w telewizji oglądało ją ponad 13 milionów widzów.
Wieczorem odbyły się uroczystości żałobne w Sieradzu, zorganizowane z inicjatywy 15. Sieradzkiej Brygady Wsparcia Dowodzenia; przed pomnikiem Józefa Piłsudskiego ułożono krzyż z 96 płonących zniczy.

## 19 kwietnia 2010
W Szczecinie odbył się międzynarodowy Bieg Przyjaźni, zorganizowany w ramach Dni Kultury Francuskiej, zadedykowany ofiarom katastrofy pod Smoleńskiem.

## 26 kwietnia 2010
TVP1 wyemitowała film dokumentalny „Solidarni 2010”, zrealizowany przez Ewę Stankiewicz oraz Jana Pospieszalskiego.

## 6 maja 2010
Pełniący obowiązki prezydenta RP, Bronisław Komorowski, postanowieniem z 6 maja 2010 za wybitne zasługi i zaangażowanie w działania podjęte przez stronę rosyjską po katastrofie polskiego samolotu specjalnego pod Smoleńskiem odznaczył 20 obywateli Federacji Rosyjskiej Krzyżem Oficerskim Orderu Odrodzenia Polski.

## 7 maja 2010
Na lotnisku lotnisku Kętrzyn-Wilamowo w Kętrzynie odsłonięto obelisk upamiętniający ofiary katastrofy.

## 9 maja 2010
Przed Pałacem Prezydenckim w Warszawie zebrało się kilka tysięcy osób, które uczciły pamięć ofiar i domagały się powołania międzynarodowej komisji do zbadania przyczyn katastrofy; inicjatorem manifestacji był Ruch 10 Kwietnia, utworzony przez kilka organizacji i instytucji, jak Kobiety dla Rzeczpospolitej, Fundacja Republikańska, Instytut Jagielloński, Ośrodek Myśli Politycznej, Teologia Polityczna, Portal Kresy.pl, Fundacja Ius et Lex i Fundacja Odpowiedzialność Obywatelska.

## 10 maja 2010
W Warszawie odbył się marsz pamięci i koncert na placu Teatralnym w hołdzie ofiarom katastrofy. Na Cmentarzu Wojskowym na Powązkach uroczyście pochowano 12 urn z prochami ofiar, które wróciły do Polski po oficjalnych pogrzebach (szczątki 11 zidentyfikowanych osób i jednej osoby niezidentyfikowanej).

## 11 maja 2010
Grupa rodzin ofiar wystosowała list otwarty do polityków i dziennikarzy z apelem o niewykorzystywanie katastrofy do celów politycznych.

## 14 maja 2010
Na Rynku Maślanym w Skórczu odsłonięto pierwszy w Polsce pomnik Prezydenta RP Lecha Kaczyńskiego.

## 25 maja 2010
W Jaśle odsłonięto pomnik „Golgota Wschodu” oraz tablicę upamiętniającą ofiary katastrofy: Lecha Kaczyńskiego, Marię Kaczyńską, senatora Stanisława Zająca oraz pozostałe osoby, które zginęły w katastrofie lotniczej w dniu 10 kwietnia 2010 roku.

## 27 maja 2010
Przedstawiciele Ruchu 10 Kwietnia złożyli w Kancelarii Prezesa Rady Ministrów zbiorową petycję skierowaną do premiera Donalda Tuska z apelem o powołanie międzynarodowej komisji do zbadania przyczyn katastrofy, powstałą z inicjatywy prof. Jacka Trznadla, przewodniczącego Rady Polskiej Fundacji Katyńskiej.

## 30 maja 2010
Harcerska inicjatywa „Polsce i bliźnim”, grupująca członków ZHP, ZHR i SHK „Zawisza”, zorganizowała przed Pałacem Prezydenckim w Warszawie zbiórkę harcerek i harcerzy, którzy w okresie żałoby narodowej spontanicznie pełnili służbę ratowniczą, porządkową i informacyjną na Krakowskim Przedmieściu w Warszawie. Harcerze zadeklarowali, że ich celem stała się budowa pomnika przed Pałacem Prezydenckim – w celu oddania hołdu ofiarom katastrofy, upamiętnienia znaczenia wspólnej służby podjętej 10 kwietnia oraz utrwalenia pamięci o dniach niosących nadzieję na odrodzenie wartości obywatelskich i patriotycznych.

## 1 czerwca 2010
Przed Salą Tradycji Dowództwa Sił Powietrznych RP w Warszawie odsłonięto tablicę pamiątkową poświęconą ofiarom katastrofy.

## 10 czerwca 2010
Marsze pamięci w hołdzie ofiarom katastrofy odbyły się w Krakowie i Szczecinie.

## 18 czerwca 2010
W Nidzicy odsłonięto tablicę pamiątkową w hołdzie dla ofiar katastrofy. Szef Kancelarii Prezesa Rady Ministrów Tomasz Arabski udzielił negatywnej odpowiedzi na apel Ruchu 10 Kwietnia w sprawie powołania międzynarodowej komisji do zbadania przyczyn katastrofy.

## 28 czerwca 2010
Powstało stowarzyszenie Katyń 2010, założone przez rodziny ofiar, mające na celu działania na rzecz wyjaśnienia przyczyn katastrofy; przedstawiciele stowarzyszenia wystosowali list do premiera Donalda Tuska, w którym napisali m.in., że „śledztwo wyjaśniające przyczyny katastrofy toczy się opieszale, z pogwałceniem wszelkich standardów, norm etycznych i humanitarnych”.

## 8 lipca 2010
Powołano Zespół Parlamentarny ds. Zbadania Przyczyn Katastrofy, utworzony z inicjatywy posłów Prawa i Sprawiedliwości.

## 10 lipca 2010
Działacze Ruchu 10 Kwietnia zorganizowali na placu Piłsudskiego w Warszawie happening polegający na ułożeniu sylwetki samolotu Tu-154 i zaproszeniu do środka 96 osób symbolizujących ofiary katastrofy; nosiły one białe koszulki oznaczone z przodu liczbami od 1 do 96, a z tyłu znakiem zapytania. Członkowie Ruchu zaapelowali do rządu o sprowadzenie do Polski wszystkich szczątków samolotu, w tym czarnych skrzynek, a także zbadanie przyczyn katastrofy przez niezależną międzynarodową komisję. Uczestnicy zgromadzenia, w liczbie szacowanej na 2 tys. osób, odśpiewali hymn narodowy i uczcili pamięć ofiar minutą ciszy. Rzecznik rządu Paweł Graś uznał tego typu demonstracje za nie na miejscu.
Prezydent elekt Bronisław Komorowski zapowiedział, że krzyż upamiętniający ofiary katastrofy, ustawiony 15 kwietnia 2010 roku przed Pałacem Prezydenckim w Warszawie przez harcerzy skupionych w ruchu „Polsce i Bliźnim”, zostanie przeniesiony w inne miejsce.

## 16 lipca 2010
Harcerze skupieni w ruchu „Polsce i bliźnim” zaapelowali do polityków i dziennikarzy o niewłączanie kwestii umiejscowienia krzyża postawionego przed Pałacem Prezydenckim w spory polityczne lub działania sprzeczne z duchem wzajemnego szacunku.

## 3 sierpnia 2010
Planowana uroczystość przeniesienia krzyża stojącego przed Pałacem Prezydenckim w Warszawie do kościoła św. Anny w Warszawie, mająca się odbyć na podstawie porozumienia Kancelarii Prezydenta RP, harcerzy i przedstawicieli Kościoła, została zablokowana przez przeciwników przeniesienia krzyża. Protestujący nie dopuścili księży i harcerzy w pobliże symbolu, doszło do przepychanek między przeciwnikami przeniesienia krzyża a strażnikami miejskimi; dwie osoby zostały wyprowadzone przez pracowników BOR-u.

## 4 sierpnia 2010
Urnę z ziemią z miejsca katastrofy uroczyście złożono w Kopcu Józefa Piłsudskiego w Krakowie; dokonały tego rodziny ofiar w asyście żołnierzy.

## 6 sierpnia 2010
Z krakowskich Oleandrów wyruszył 45. Marsz Szlakiem I Kompanii Kadrowej, poświęcony ofiarom katastrofy smoleńskiej.

## 12 sierpnia 2010
Na fasadzie Pałacu Prezydenckiego w Warszawie odsłonięto i poświęcono tablicę pamiątkową z napisem: „W tym miejscu w dniach żałoby po katastrofie smoleńskiej, w której 10 kwietnia 2010 roku zginęło 96 osób – wśród nich prezydent RP Lech Kaczyński z małżonką i były prezydent RP na uchodźstwie Ryszard Kaczorowski, obok krzyża postawionego przez harcerzy gromadzili się licznie Polacy zjednoczeni bólem i troską o losy państwa”.
Opublikowano oświadczenie Prezydium Konferencji Episkopatu Polski i metropolity warszawskiego abp. Kazimierza Nycza w sprawie krzyża ustawionego po katastrofie przed Pałacem Prezydenckim w Warszawie; biskupi zaapelowali do polityków, aby krzyż przestał być traktowany jako narzędzie w sporze politycznym.

## 15 sierpnia 2010
W katedrze polowej Wojska Polskiego w Warszawie prezydent RP Bronisław Komorowski odsłonił tablicę upamiętniającą 96 ofiar katastrofy, ufundowaną przez Radę Ochrony Pamięci Walk i Męczeństwa, zaprojektowaną przez artystę rzeźbiarza Marka Moderaua, umieszczoną w kruchcie kaplicy Katyńskiej wraz z urną zawierającą ziemię z miejsca katastrofy.
Tego samego dnia rozpoczął się, zorganizowany przez oficerów Biura Ochrony Rządu, rajd motocyklowy Warszawa – Smoleńsk, poświęcony pamięci ofiar katastrofy.

## 4 września 2010
W Częstochowie odbyła się uroczystość nałożenia koron i sukienki na obraz Matki Boskiej Częstochowskiej znajdujący się w klasztorze jasnogórskim; jeden z elementów sukienki to ozdobiony szachownicą lotniczą niewielki fragment skrzydła samolotu, który rozbił się 10 kwietnia 2010 roku w Smoleńsku.

## 7 września 2010
Prezydent RP Bronisław Komorowski odsłonił tablicę upamiętniającą pracowników Kancelarii Prezydenta RP i Biura Bezpieczeństwa Narodowego, którzy zginęli w katastrofie, umieszczoną w kaplicy Pałacu Prezydenckiego w Warszawie.

## 10 września 2010
Metropolita krakowski, kardynał Stanisław Dziwisz, odsłonił tablicę pamiątkową upamiętniającą ofiary katastrofy umieszczoną w krypcie pod Wieżą Srebrnych Dzwonów w bazylice archikatedralnej św. Stanisława i św. Wacława na Wawelu w Krakowie. W Warszawie odbyła się msza w archikatedrze św. Jana Chrzciciela i marsz pamięci w intencji ofiar katastrofy.

## 16 września 2010
Krzyż upamiętniający ofiary katastrofy, ustawiony 15 kwietnia przed Pałacem Prezydenckim w Warszawie przez harcerzy skupionych w ruchu „Polsce i bliźnim”, został przeniesiony do kaplicy Pałacu Prezydenckiego w Warszawie; decyzję w tej sprawie podjęła Kancelaria Prezydenta RP.

## 17 września 2010
W Głogowie odsłonięto pomnik „Ocalić od zapomnienia”, upamiętniający ofiary zbrodni katyńskiej i katastrofy w Smoleńsku.
W Ołtarzu Narodu kościoła św. Jana w Stargardzie Szczecińskim odsłonięto tablicę upamiętniającą Lecha i Marię Kaczyńskich, Ryszarda Kaczorowskiego oraz pozostałe ofiary katastrofy.

## 10 października 2010
W pół roku po katastrofie w wielu miastach Polski zorganizowano uroczystości upamiętniające ofiary; wieczorem w Warszawie odbył się Marsz Pamięci spod archikatedry św. Jana Chrzciciela pod Pałac Prezydencki, gdzie złożono wieńce oraz kwiaty. Do Smoleńska udała się grupa rodzin ofiar (ok. 170 osób) wraz z polską pierwszą damą Anną Komorowską; na miejsce katastrofy przybyła również żona prezydenta Rosji Swietłana Miedwiediewa. Małżonki obu prezydentów wygłosiły okolicznościowe przemówienia i złożyły kwiaty. TVP2 wyemitowała rosyjski film dokumentalny „Syndrom katyński”, po raz pierwszy nadany przez rosyjską telewizję publiczną 4 lipca 2010 roku.

## 21 października 2010
Stowarzyszenie Rodzin Katyń 2010, skupiające część rodzin ofiar, zebrało ponad 300 tys. podpisów pod petycją w sprawie powołania międzynarodowej komisji do zbadania przyczyn katastrofy; adresatami petycji byli prezydent Bronisław Komorowski, premier Donald Tusk, marszałek Sejmu Grzegorz Schetyna oraz marszałek Senatu Bogdan Borusewicz. W petycji napisano m.in., że śledztwo w sprawie katastrofy prowadzone przez organy Federacji Rosyjskiej budzi poważne wątpliwości i zaniepokojenie, a podejmowane przez polską prokuraturę wojskową próby skłonienia władz rosyjskich do określonych działań okazały się nieskuteczne, czego jaskrawym przykładem jest traktowanie wraku samolotu czy niezrozumiałe trudności z realizacją polskich wniosków prawnych.

## 10 listopada 2010
Odsłonięto Pomnik ofiar katastrofy smoleńskiej na Cmentarzu Wojskowym na Powązkach w Warszawie. W Warszawie odbył się marsz pamięci w hołdzie ofiarom katastrofy; przeszedł on spod archikatedry św. Jana Chrzciciela pod Pałac Prezydencki.

## 10 grudnia 2010
W Warszawie odbył się marsz pamięci w hołdzie ofiarom katastrofy; przeszedł on spod archikatedry św. Jana Chrzciciela pod Pałac Prezydencki.

## 3 stycznia 2011
W Warszawie odbyła się premiera filmu dokumentalnego „Mgła”, zrealizowanego przez Marię Dłużewską i Joannę Lichocką.

## 10 stycznia 2011
Wieczorem na Krakowskim Przedmieściu w Warszawie odbył się marsz pamięci w intencji ofiar katastrofy.

## 18 stycznia 2011
Po prezentacji raportu o katastrofie przez Międzypaństwowy Komitet Lotniczy (MAK), organ wykonawczy Wspólnoty Niepodległych Państw, odbyła się konferencja prasowa polskiej Komisji Badania Wypadków Lotniczych Lotnictwa Państwowego (KBWLLP). W trakcie konferencji, której zadaniem było przedstawić dowody potwierdzające słuszność polskich uwag do raportu MAK, przeanalizowano działania kontrolerów lotu w Smoleńsku.

## 19 stycznia 2011
Odbyła się debata sejmowa na temat katastrofy w Smoleńsku.

## 21 stycznia 2011
Marcin Dziurda, prezes Prokuratorii Generalnej Skarbu Państwa, poinformował Informacyjną Agencję Radiową, że każdy z najbliższych członków rodzin ofiar katastrofy smoleńskiej może otrzymać 250 tysięcy złotych zadośćuczynienia; do złożenia takiej propozycji ugodowej w imieniu Skarbu Państwa upoważniono Prokuratorię Generalną. Komentując tę informację, mec. Stefan Hambura, reprezentujący część rodzin ofiar, stwierdził, że jego zdaniem kwestię odszkodowań powinno się podnieść dopiero po zakończeniu śledztwa prokuratorskiego i ustaleniu, które państwo odpowiada za katastrofę.

## 10 lutego 2011
W Warszawie odbył się marsz pamięci w hołdzie ofiarom katastrofy, który przeszedł spod archikatedry św. Jana Chrzciciela pod Pałac Prezydencki.

## 10 marca 2011
W Warszawie odbył się kolejny marsz pamięci w hołdzie ofiarom katastrofy, który przeszedł spod archikatedry św. Jana Chrzciciela pod Pałac Prezydencki.

## 4 kwietnia 2011
Narodowy Bank Polski wprowadził do obiegu serię monet upamiętniających ofiary katastrofy, o nominałach 100 zł, 20 zł, 10 zł i 2 zł, wykonanych ze złota, srebra i stopu CuAl5Zn5Sn1, o łącznym nakładzie 885 tys. egzemplarzy.

## 9 kwietnia 2011
W Warszawie odbyła się manifestacja przed siedzibą Ambasady Federacji Rosyjskiej w Polsce, zorganizowana przez Akcję Alternatywną „Naszość” i poznański Klub „Gazety Polskiej”. Jej uczestnicy domagali się wyjaśnienia przyczyn katastrofy smoleńskiej oraz mordu na polskich oficerach w Katyniu. Wśród uczestników manifestacji znajdowali się przedstawiciele Polonii z Irlandii, Francji i Wielkiej Brytanii oraz reprezentanci mieszkających w Polsce uchodźców z Gruzji i Czeczenii; w jej trakcie spalono kukłę przedstawiającą premiera Rosji Władimira Putina. Po zakończeniu demonstracji jej uczestnicy przeszli Alejami Ujazdowskimi i Krakowskim Przedmieściem pod Pałac Prezydencki.
W Olsztynie odbył się marsz pamięci ofiarom katastrofy.

## 10 kwietnia 2011
W Polsce odbyły się uroczystości upamiętniające 1. rocznicę katastrofy. Oficjalne uroczystości państwowe w Warszawie, z udziałem prezydenta RP Bronisława Komorowskiego, miały miejsce na Cmentarzu Wojskowym na Powązkach przy pomniku ofiar katastrofy smoleńskiej. Nieoficjalne uroczystości z udziałem Jarosława Kaczyńskiego i tysięcy jego zwolenników z polskimi flagami odbyły się przed Pałacem Prezydenckim w Warszawie. Centralnym punktem kościelnych obchodów 1. rocznicy katastrofy była msza w bazylice archikatedralnej św. Jana Chrzciciela w Warszawie. 10 kwietnia 2011 roku i w dniach sąsiadujących z tą datą w przeszło 70 miastach i miejscowościach Polski odsłonięto tablice pamiątkowe i obeliski poświęcone ofiarom katastrofy.

## 18 kwietnia 2011
W Krakowie, w 1. rocznicę pogrzebu Lecha i Marii Kaczyńskich, odbyła się msza, koncert w bazylice Mariackiej i marsz w hołdzie ofiarom katastrofy.

## 10 maja 2011
W Warszawie odbył się marsz pamięci w hołdzie ofiarom katastrofy, który przeszedł spod archikatedry św. Jana Chrzciciela pod Pałac Prezydencki.

## 29 maja 2011
Grupa rodzin ofiar katastrofy spotkała się z prezydentem USA Barackiem Obamą podczas jego wizyty w Polsce. W spotkaniu uczestniczyli Jarosław Kaczyński, Marta Kaczyńska oraz rodziny osób związanych z wojskiem: Ewa Komorowska (wdowa po wiceszefie MON Stanisławie Komorowskim), Joanna Błasik (córka dowódcy Sił Powietrznych gen. Andrzeja Błasika), Krystyna Kwiatkowska (wdowa po dowódcy operacyjnym Sił Zbrojnych gen. Bronisławie Kwiatkowskim), Lucyna Gągor (wdowa po szefie Sztabu Generalnego gen. Franciszku Gągorze) i Mariola Karweta (wdowa po dowódcy Marynarki Wojennej adm. Andrzeju Karwecie).

## 10 czerwca 2011
W Warszawie odbył się marsz pamięci w hołdzie ofiarom katastrofy, który przeszedł spod archikatedry św. Jana Chrzciciela pod Pałac Prezydencki.

## 29–30 czerwca 2011
W dniach 29–30 czerwca 2011 roku Zespół Parlamentarny ds. Zbadania Przyczyn Katastrofy, utworzony z inicjatywy posłów Prawa i Sprawiedliwości, kierowany przez Antoniego Macierewicza, zaprezentował na konferencjach prasowych z udziałem Jarosława Kaczyńskiego tzw. „Białą Księgę Smoleńskiej Tragedii”, liczący ok. 170 stron wybór dokumentów, który został opublikowany na sejmowych stronach Zespołu.

## 10 lipca 2011
W Warszawie odbył się marsz pamięci w hołdzie ofiarom katastrofy, który przeszedł spod archikatedry św. Jana Chrzciciela pod Pałac Prezydencki. Marsz upamiętniający ofiary katastrofy przeszedł również ulicami Poznania

## 29 lipca 2011
Komisja Badania Wypadków Lotniczych Lotnictwa Państwowego (KBWLLP) opublikowała w Internecie swój raport końcowy z badania katastrofy, liczący 328 stron, oraz załączniki do raportu i zaprezentowała go podczas konferencji prasowej w Kancelarii Premiera. Po opublikowaniu raportu końcowego KBWLLP do dymisji podał się minister obrony narodowej Bogdan Klich.

## 10 sierpnia 2011
W Warszawie odbył się marsz pamięci w hołdzie ofiarom katastrofy, który przeszedł spod archikatedry św. Jana Chrzciciela pod Pałac Prezydencki.

## 10 września 2011
W Warszawie odbył się marsz pamięci w hołdzie ofiarom katastrofy, który przeszedł spod archikatedry św. Jana Chrzciciela pod Pałac Prezydencki.

## 10 października 2011
W Warszawie odbył się marsz pamięci w hołdzie ofiarom katastrofy, który przeszedł spod archikatedry św. Jana Chrzciciela pod Pałac Prezydencki.

## 10 listopada 2011
W Warszawie odbył się comiesięczny marsz pamięci w hołdzie ofiarom katastrofy, który przeszedł spod archikatedry św. Jana Chrzciciela pod Pałac Prezydencki.

## 10 grudnia 2011
W Warszawie odbył się comiesięczny marsz pamięci upamiętniający ofiary katastrofy.

## 10 stycznia 2012
W Warszawie odbył się comiesięczny marsz pamięci upamiętniający ofiary katastrofy.

## 10 lutego 2012
W Warszawie odbył się comiesięczny marsz pamięci upamiętniający ofiary katastrofy.

## 9 marca 2012
Na stronach internetowych Najwyższej Izby Kontroli opublikowano raport z kontroli dotyczącej organizowania i bezpieczeństwa wizyt najważniejszych osób w państwie w latach 2005–2010, poświęcony również katastrofie smoleńskiej. Raport stwierdza, że nie było ono wystarczające.

## 10 marca 2012
Odbyło się uroczyste otwarcie Obwodnicy Zachodniej Siedlec i nadanie nazw ulicom Prezydenta Ryszarda Kaczorowskiego i Prezydenta Lecha Kaczyńskiego oraz Rondu Pamięci Ofiar Katastrofy Smoleńskiej. Marsze pamięci upamiętniające ofiary katastrofy odbyły się w Warszawie, Krakowie i Dzierżoniowie.